# Bogusław Ziętek
Bogusław Zbigniew Ziętek (ur. 9 października 1964 w Zawierciu) – polski działacz związkowy i polityk. Współzałożyciel i przewodniczący Wolnego Związku Zawodowego „Sierpień 80”. W latach 2005–2017 lider Polskiej Partii Pracy. Kandydat PPP-Sierpień 80 w wyborach prezydenckich w 2010. Ma wykształcenie średnie techniczne.

## Życiorys
Współorganizator licznych akcji protestacyjnych w obronie praw i interesów pracowniczych, w tym m.in. strajku w ZZPB w Zawierciu w 1989, największego strajku okupacyjnego w hutnictwie – Huta Katowice w 1994, a także protestów w górnictwie. Uczestnik protestów w służbie zdrowia, w tym strajku pielęgniarek i położnych latem 2007 oraz akcji i demonstracji przeciwko zatrudnianiu pracowników na umowy pozakodeksowe, np. demonstracja przeciwko wrocławskiemu „Impelowi” organizowana w ramach Komitetu Pomocy i Obrony Represjonowanych Pracowników. Uczestnik kilku inicjatyw polskiej lewicy pozaparlamentarnej.
30 października 2005 został przewodniczącym Polskiej Partii Pracy po śmierci Daniela Podrzyckiego. 16 maja 2009 ogłosił zawieszenie wykonywania funkcji (zostając p.o. przewodniczącego), jednak 20 listopada tego samego roku ponownie został wybrany na przewodniczącego ugrupowania. Ponownie ustąpił z funkcji 1 maja 2013, jednak do momentu wyrejestrowania partii (24 stycznia 2017) był p.o. przewodniczącego.
Publicysta „Trybuny Robotniczej” i „Kuriera Związkowego”.

### Udział w wyborach
Trzykrotnie kandydował do Sejmu. W 2001 (z ramienia Alternatywy Ruch Społeczny), w okręgu gliwickim, zdobył 379 głosów. W 2005, kandydując z okręgu sosnowieckiego (już z listy Polskiej Partii Pracy), otrzymał 1199 głosów. W 2007, ponownie kandydując z okręgu sosnowieckiego, uzyskał 2233 głosy. W 2011, pomimo rejestracji przez kierowaną przez niego PPP ogólnopolskiego komitetu, nie kandydował do parlamentu.
W wyborach do sejmiku województwa śląskiego w 2002 otrzymał 1219 głosów, zaś w 2006 uzyskał 1329 głosów.
W wyborach do Parlamentu Europejskiego w 2004, kandydując w okręgu śląskim z listy PPP, otrzymał 442 głosy. W tym samym okręgu ponownie ubiegał się o mandat w 2009, uzyskując 3666 głosów.
25 kwietnia 2010 zarejestrował własny komitet w wyborach prezydenckich. 7 maja PKW zarejestrowała go jako kandydata na prezydenta RP. W wyborach 20 czerwca spośród 10 kandydatów zajął 9. miejsce z poparciem 0,18% (otrzymał 29 548 głosów).

## Poglądy polityczne
Bogusław Ziętek popiera opodatkowanie duchownych, zniesienie immunitetu parlamentarzystów, likwidację Senatu, rejestrację związków homoseksualnych oraz likwidację Instytutu Pamięci Narodowej i Centralnego Biura Antykorupcyjnego. Jest socjalistą.